# ケカビ亜門
ケカビ亜門(Mucoromycotina)は、ケカビ門に所属する菌類の亜門である。3目61属325種からなる。
所属する3目はケカビ目、アツギケカビ目、クサレケカビ目である。

## 特徴
共通する特徴としては、以下のようなものが挙げられる。糸状菌であり、若い間は隔壁を形成しない多核体であり、成熟時には小孔を持つ隔壁を形成することもある。無性生殖は胞子嚢、あるいは小胞子嚢によるが、分節胞子や出芽胞子を形成するもの、厚膜胞子を形成するものもある。有性生殖は接合胞子を形成することによる。接合胞子嚢はほぼ球形。腐生菌が多いが、菌寄生菌もある。その場合、接触部にゴールを形成するものはあるが、吸器は形成しない。また、純粋培養可能な条件的寄生菌である。菌根を形成して陸上植物と共生するものもある。

## 経緯
上述の3目は、元来は接合菌門接合菌綱ケカビ目に含まれていたものであった。他にトリモチカビ目、キックセラ目、ハエカビ目なども接合菌綱に含めてあった。
それらはいずれも配偶子嚢接合による接合胞子形成を有性生殖として持っているためにまとめられたものだった。しかしながら分岐分類学や分子系統の解析でこれらの単系統性が認められなくなり、接合菌門も接合菌綱も解体された。現時点ではこれらは門を定めないままに亜門以下を決める形を取っている。
ただしこの亜門ではクサレケカビ目を亜門として独立させる説も提唱されている。